# 유순복
유순복(1970년 8월 2일 ~ )는 조선민주주의인민공화국의 탁구 선수다. 1991년의 일본 지바 세계선수권대회 단체전 금메달, 1992년 스페인 바르셀로나 올림픽 복식 동메달을 획득하였다.

## 서훈
- 1991.5.14 "인민체육인"칭호 및 1급 국가훈장